# Brandweer Rotterdam-Rijnmond

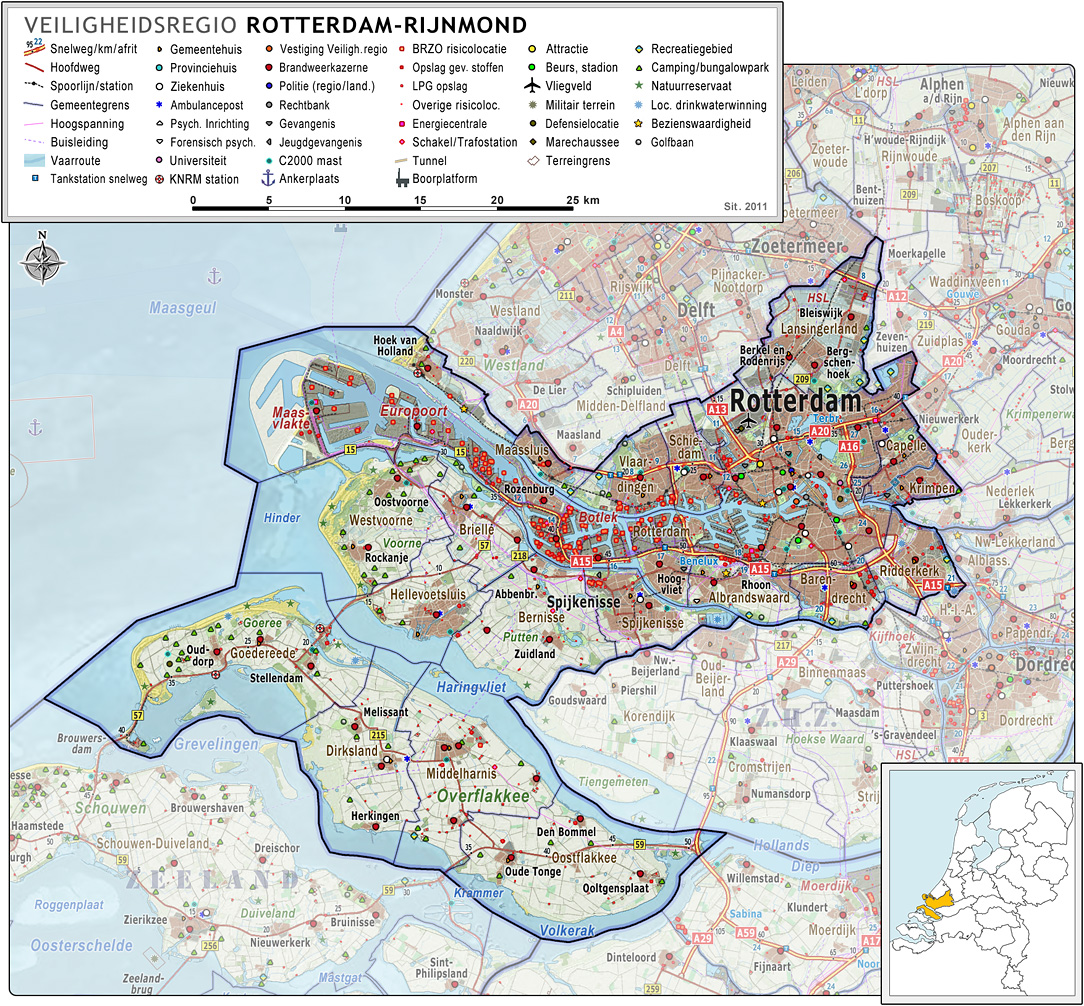
Veiligheidsregio Rotterdam-Rijnmond, impressie van het landschap en indeling van gemeenten (2011)

De Brandweer Rotterdam-Rijnmond is de overkoepelende organisatie van de voormalige gemeentelijke brandweer uit alle gemeentes die in de Veiligheidsregio Rotterdam-Rijnmond liggen, aangevuld met een samenwerkingsverband tussen overheid en industriële bedrijven: de Gezamenlijke Brandweer.

## Algemeen
In de veiligheidsregio Rotterdam-Rijnmond zijn in 2008 alle gemeentelijke brandweerkorpsen opgegaan in de regionale brandweer. In het havengebied bestond toen al een samenwerkingsverband tussen de gemeente en een groot aantal industriële bedrijven: de Gezamenlijke Brandweer, welke ook deel uitmaakt van de regionale brandweer.

De brandweer Rotterdam-Rijnmond staat onder leiding van de Regionaal Commandant Brandweer, die weer verantwoording aflegt aan de Veiligheidsregio Rotterdam-Rijnmond. Tot 1 januari 2012 is Elie van Strien de Regionaal Commandant Brandweer. De regio is verdeeld in 6 districten die ieder weer een districtscommandant hebben.

### Havengebied
Het district "Haven" heeft een unieke samenstelling: de brandweertaken worden hier uitgevoerd door de Gezamenlijke Brandweer. De Gezamenlijke Brandweer is een samenwerking tussen de voormalige gemeentelijke brandweer in het havengebied en een vijftigtal bedrijven die volgens de Brandweerwet een bedrijfsbrandweer nodig hadden.

## Overzicht brandweerposten en voertuigen Rotterdam-Rijnmond

### District Waterweg
- Hoek van Holland
- Maassluis
- Vlaardingen
- Schiedam

### District Noord
- Rotterdam-Frobenstraat
- Rotterdam-Baan
- Berkel en Rodenrijs
- Bleiswijk
- Rotterdam The Hague Airport

### District Oost
- Rotterdam-Bosland
- Rotterdam-Prins Alexander
- Capelle a/d IJssel
- Krimpen a/d IJssel

### District Zuid
- Albrandswaard (Rhoon-Poortugaal)
- Rotterdam-Albert Plesmanweg
- Rotterdam-Keyenburg
- Rotterdam-Mijnsheerenlaan
- Barendrecht
- Rotterdam-Groene Tuin
- Ridderkerk

### District Haven (Gezamenlijke Brandweer)
- Coloradoweg (Maasvlakte)
- Elbeweg (Europoort)
- Merseyweg (Botlek-West)
- Botlekweg (Botlek-Oost)
- Butaanweg (Vondelingenplaat)
- Prinses Maximaweg (Maasvlakte 2)
- Hoogvliet-Langs De Baan
- Rozenburg ZH

### District De Zuid-Hollandse Eilanden

#### Voorne-Putten
- Rockanje
- Oostvoorne
- Hellevoetsluis
- Brielle
- Zwartewaal
- Oudenhoorn
- Heenvliet
- Zuidland
- Spijkenisse

#### Goeree-Overflakkee
- Ouddorp
- Goedereede
- Stellendam
- Melissant
- Dirksland
- Herkingen
- Sommelsdijk
- Nieuwe-Tonge
- Stad aan 't Haringvliet
- Oude-Tonge
- Den Bommel
- Ooltgensplaat

## Aangrenzende regio's
| Aangrenzende regio's | Aangrenzende regio's        | Aangrenzende regio's | Aangrenzende regio's | Aangrenzende regio's              |
| -------------------- | --------------------------- | -------------------- | -------------------- | --------------------------------- |
|                      |                             | Brandweer Haaglanden |                      | Brandweer Hollands Midden         |
|                      |                             |                      |                      |                                   |
| Noordzee             | Brandweer Zuid-Holland Zuid |                      |                      |                                   |
|                      |                             |                      |                      |                                   |
|                      |                             | Brandweer Zeeland    |                      | Brandweer Midden- en West-Brabant |

## Grote branden en rampen in Rotterdam-Rijnmond
| 1940 | Bombardement op Rotterdam      |
| 1943 | Bombardement op Rotterdam-West |
| 1976 | Treinramp bij Schiedam         |
| 2009 | Treinongeval bij Barendrecht   |